# Fräkentjärnen (Arvidsjaurs socken, Lappland, 727183-166074)
Fräkentjärnen är en sjö i Arvidsjaurs kommun i Lappland och ingår i Byskeälvens huvudavrinningsområde. Sjön har en area på 0,0834 kvadratkilometer och ligger 365 meter över havet. Sjön avvattnas av vattendraget Bäverån (Laxbäcken).

## Delavrinningsområde
Fräkentjärnen ingår i det delavrinningsområde (727083-165909) som SMHI kallar för Inloppet i Börstträsket. Medelhöjden är 429 meter över havet och ytan är 26,83 kvadratkilometer. Räknas de 2 avrinningsområdena uppströms in blir den ackumulerade arean 43,61 kvadratkilometer. Bäverån (Laxbäcken) som avvattnar avrinningsområdet har biflödesordning 2, vilket innebär att vattnet flödar genom totalt 2 vattendrag innan det når havet efter 142 kilometer. Avrinningsområdet består mestadels av skog (72 procent) och sankmarker (25 procent). Avrinningsområdet har 0,81 kvadratkilometer vattenytor vilket ger det en sjöprocent på 3 procent.